# Christus Koningkerk (Nijmegen)
De Christus Koningkerk was een rooms-katholiek kerkgebouw in de wijk Hengstdal in de Nederlandse stad Nijmegen. Deze kerk werd ontworpen door Johannes Zwanikken (1891-1957). Het gebouw was in expressionistische stijl.

## Geschiedenis
Eind 1930 werd de betreffende parochie opgericht. De bouw van de kerk op de hoek van de Dommer van Poldersveldweg en de Hengstdalseweg begon op 14 juli 1932. De oplevering van de kerk vond in 1933 plaats. De kerk werd op 27 november van dat jaar ingewijd.
De Christus Koningkerk stond aan de Dommer van Poldersveldtweg, dicht bij de Prins Hendrikkazerne. Het gebouw was opgetrokken uit gewapend beton, aan de buitenkant bekleed met baksteen. 
De torenspits brak voor het eerst af na schade door de storm van 13 november 1972, waarna deze werd teruggeplaatst. De spits werd, na nieuwe schade door de storm van 25 januari 1990, op 3 maart van dat jaar definitief verwijderd. 

### Sloop en herinrichting locatie
Inmiddels waren er, vanwege het teruggelopen aantal kerkgangers, plannen om de kerk op te doeken. Het kerkgebouw werd in deze tijd verkocht aan een projectontwikkelaar. Op 1 november 1993 werd de afscheidsviering gehouden, toen de kerk aan de eredienst werd onttrokken. Het kerkgebouw is kort daarna grotendeels afgebroken, op de toren na. Deze Koningstoren, met een hoogte van 68 meter, was namelijk zeer gezichtsbepalend voor de wijk geworden. Plannen om ook de toren alsnog weg te halen hebben het later nooit gehaald.
Op de voormalige locatie van de kerk werden nu een winkelcentrum en appartementsgebouwen gerealiseerd. De overgebleven Koningstoren werd geïntegreerd in het appartementencomplex De Koningshof aan de Van 't Santstraat. De toren is in 2005 opnieuw van een spits voorzien.

### Verdere bestemming kerkinterieur
Het tweeklaviers Verschueren-orgel van de kerk ging naar de Sint-Luciakerk in Mierlo. De kruiswegstaties gingen naar de Sint-Martinuskerk in Kloosterzande. De marmeren doopvont en enkele beelden in terracotta van Jac Maris gingen naar de Sint-Stephanuskerk aan de Berg en Dalseweg, waarmee de Christus Koningparochie gefuseerd was. Per 2009 is ook deze laatste kerk aan de eredienst onttrokken. 

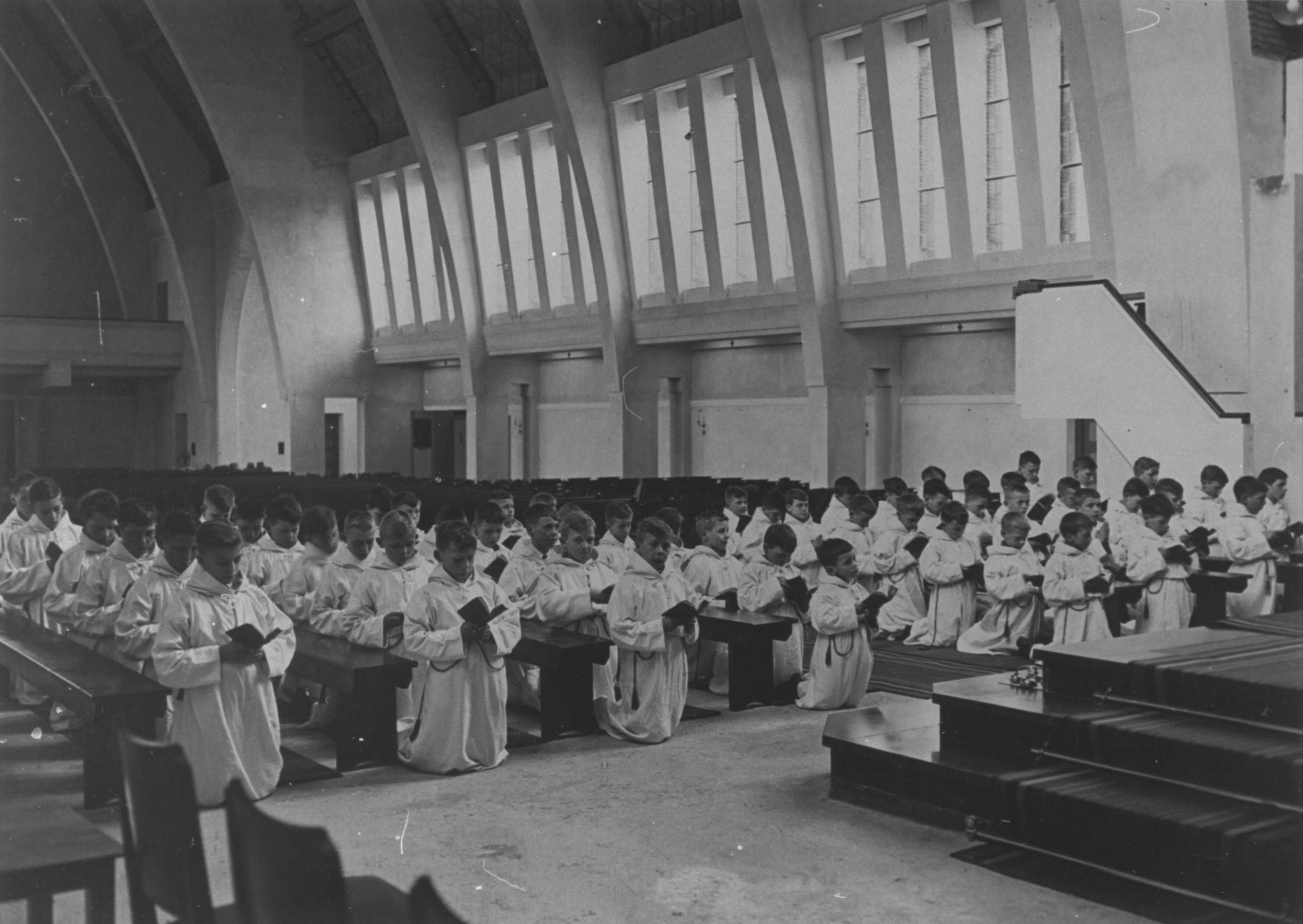
Jongenskoor in de Christus Koningkerk, ca. 1935
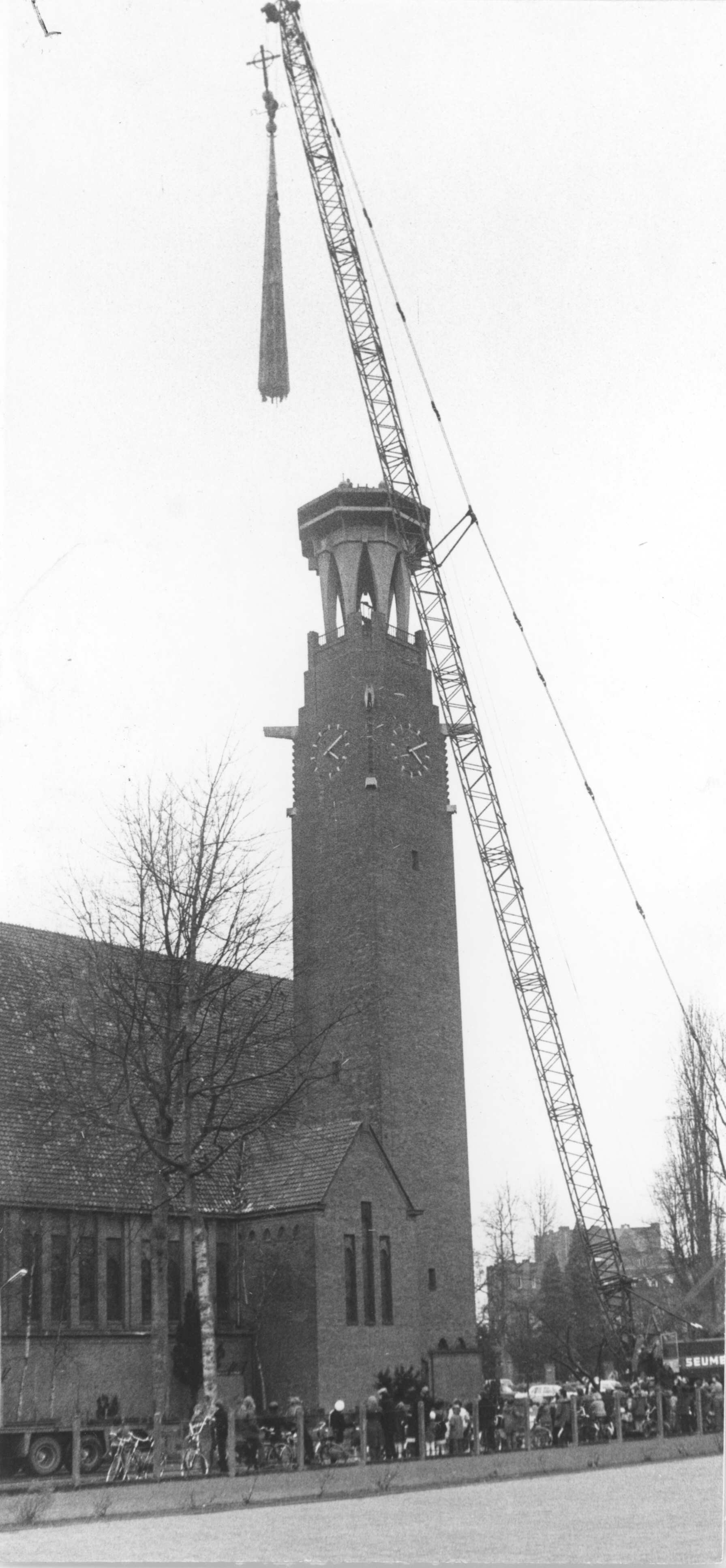
De torenspits wordt voor het eerst herplaatst, 1973
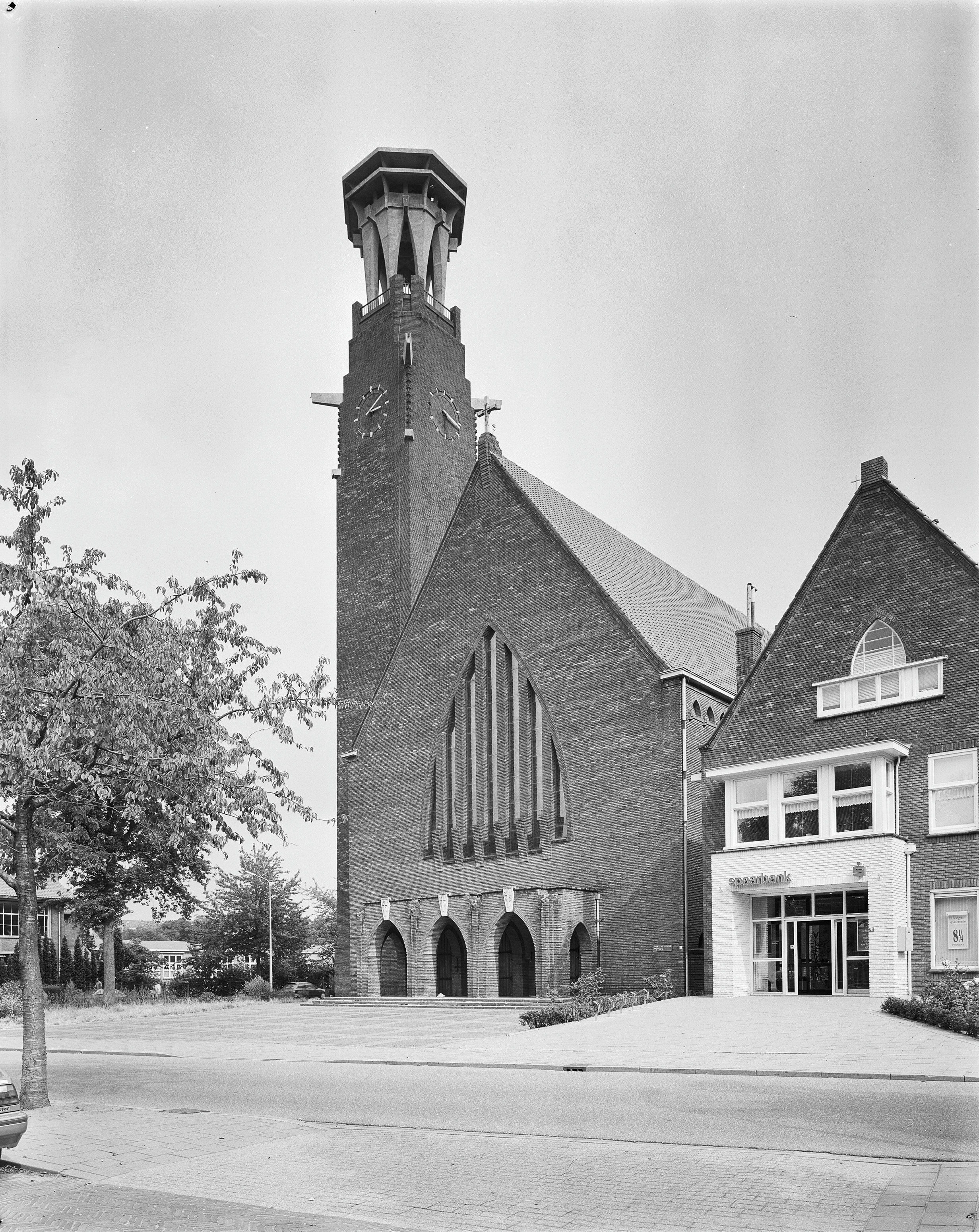
Westgevel van de kerk met toren in 1991
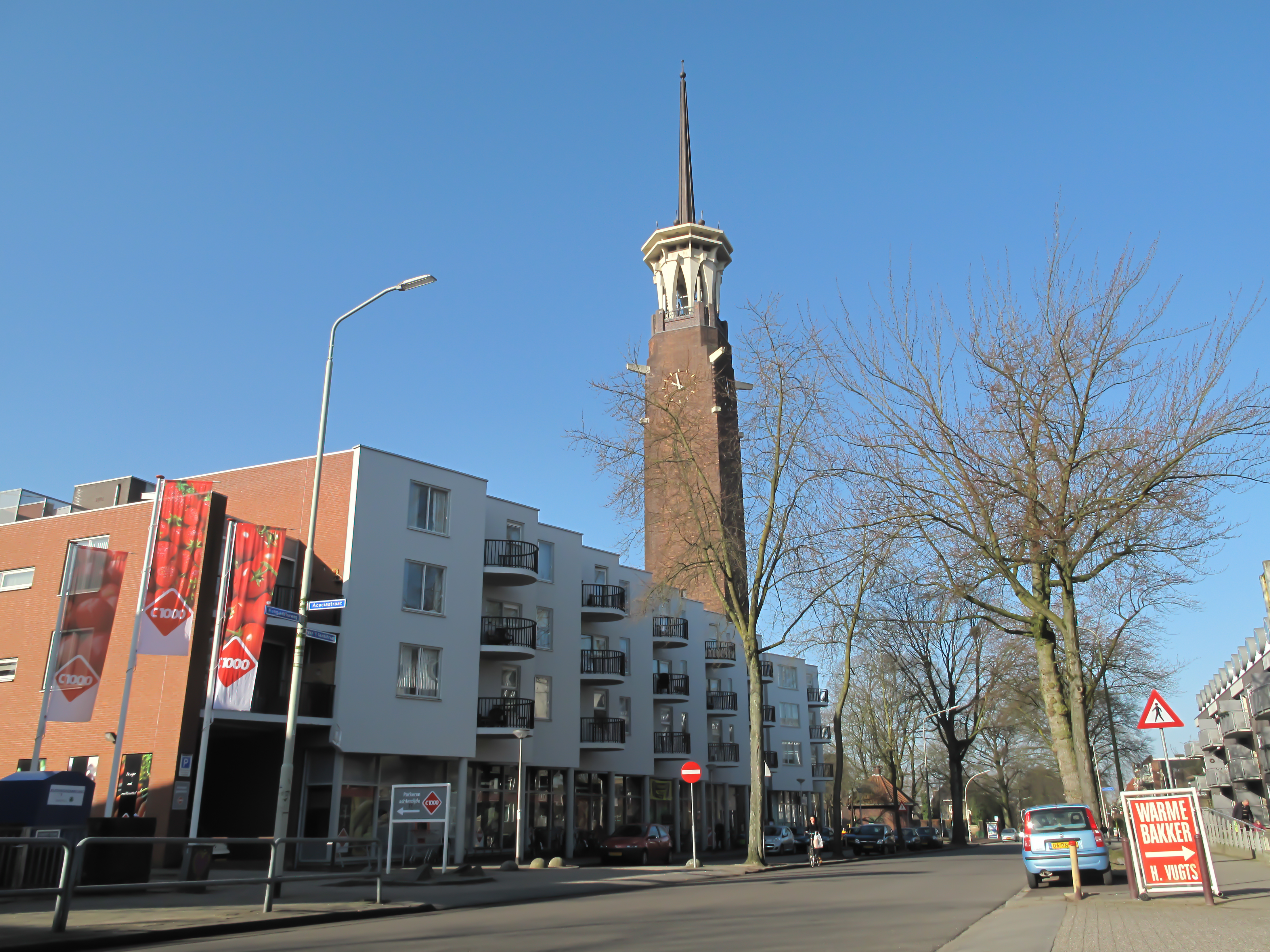
De overgebleven toren in 2013, nu geïntegreerd in het appartementencomplex dat op de plek van de kerk is gekomen